# マヤグエス
マヤグエス（スペイン語: Mayagüez (スペイン語発音: [maʝaˈɣwes])）は、アメリカ合衆国プエルトリコ島の西岸に位置する都市。1894年4月6日にスペイン国王より公式に街としての称号Excelente ciudad de Mayagüezを与えられた。

## 歴史
マヤグエスは、ファウスティーノ・マルティネス・デ・マトス（Faustino Martínez de Matos）、フアン・デ・シルバ(Juan de Silva)、フアン・デ・アポンテ（Juan de Aponte）らのグループにより、マヤグエス湾とヤグエス川の河口から内陸に約1km程離れた丘の上に、1760年9月18日に公式に創設された。1763年スペイン国王は、街の設立者達に、サンジェルマン(San Germán)から街を分離し、自治を行うことを公式に認めた。
1836年5月7日、居住区は村(Villa)に格上げされ、ラファエル・マングアル（Rafael Mangual）が最初の村長となった。この頃、村の経済を主に支えていたものは農業であった。1839年に、有名な愛国者で、教育者、社会学者、哲学者、エッセイスト、小説家でもあるエウヘニオ・マリア・デ・オストス(Eugenio María de Hostos)がマヤグエスで誕生した。
1877年7月10日、スペイン王より村は公式に自治憲章(Carta de población)を与えられた。